# Drops!
Drops! war eine Spielshow für Kinder, welche zum ersten Mal am 7. April 1991 auf Sat.1 ausgestrahlt wurde. 26 Folgen wurden bis 1993 produziert. Moderator der Sendung war Jürgen Blaschke. Die Sendung ist die deutsche Version der Nickelodeon-Show "Double Dare" aus den USA, die von Holm Dressler für den deutschsprachigen Markt bearbeitet und inszeniert wurde.

## Einleitung
Das Motto der Show und gleichzeitig auch die Einleitung zu jeder Sendung war:
- D wie denken
- R wie raten
- O wie Oh
- P wie Preise
- S wie Sieg
- Drops! mit Jürgen

## Ablauf
In der ersten Runde traten jeweils zwei Teams, bestehend aus je drei Kindern, gegeneinander an. Durch das Lösen verschiedener Wissensfragen konnten Punkte gesammelt werden. Das Gewinnerteam dieser Runde (bestehend aus zwei Personen) durfte einen Parcours absolvieren. Auf diesem galt es verschiedene Hindernisse und Aufgaben zu meistern, so beispielsweise Kanufahrten, die Drachenblutgrotte, die Knochenquetsche oder das Tauchen in einem Teich voller Schleim. Dabei mussten sie stets auf dem Weg befindliche große, gelbe Drops einsammeln. Pro Drops gab es einen Preis für die Teilnehmer. Des Weiteren gewann das Siegerteam eine Klassenfahrt nach Bad Tölz.